# Каменецкий, Владимир Александрович
Владимир Александрович Каменецкий (1881, Киев — 1947, Москва) — русский и советский экономикогеограф и картограф, педагог, доктор географических наук (1936), профессор (1929). Один из организаторов высшего картографического образования в СССР.

## Биография
Родился в Киеве 15 февраля 1881 года[по какому календарю?]. Окончил 1-ю Московскую гимназию и историко-филологический факультет Московского университета (1910). За революционную деятельность подвергался аресту.
Сотрудничал в энциклопедическом словаре Гранат. С 1913 года преподавал географию в Кокандском коммерческом училище.
После революционных событий 1917 года — секретарь совета профессоров Смоленского университета и московский уполномоченный этого же университета. С 1921 года заведовал географическим кабинетом Педагогического музея МОНО,
В 1921—1924 — председатель Географического отделения Высшей военно-педагогической школы, преподаватель рабфаков Коммунистического университета имени Я. М. Свердлова. В 1926—1929 гг. — доцент 2-го МГУ.
С 1929 года — профессор Московского межевого института, который в 1930 году был разделён  на два высших учебных заведения: Московский геодезический институт (будущий МИИГАиК, ныне Московский государственный университет геодезии и картографии) и Московский институт инженеров землеустройства (ныне Государственный университет по землеустройству); с 1930 года — заведующий кафедрой составления и редактирования карт, организатор картографического факультета в МИИГАиК.
В 1934—1936 гг. — заведующий кафедрой картографии и геодезии почвенно-географического факультета МГУ.
Имел широкий круг научных интересов: проблемы картоведения, классификации и редактирования картографических произведений, вопросы генерализации, анализа карт, истории картографии. Читал лекции по истории картографии; автор ряда географических карт и атласов. В. А. Каменецкого можно считать одним из первых разработчиков теоретических основ картографии. Почётный профессор МИИГАиК.
В 1936 году в связи с тяжёлой болезнью он оставил работу, уйдя на пенсию, и руководство кафедрой перешло к доценту Петру Васильевичу Дензину (1881—1957), возглавлявшему её до 1950 года.
Умер в 1947 году в Москве.
В честь В. А. Каменецкого названа гора в Антарктиде (Земля Королевы Мод, 71°39′ ю.ш., 11°28′ в.д., открыта в 1961 г., название присвоено в 1966 г.).

## Основные работы
- Малый географический атлас для школы. 1929 (ред.).
- Атлас промышленности СССР. 1929—1931 (ред.).
- Обзорная карта плотности населения СССР. 1929.
- Атлас Московской области.
- Карманный атлас СССР / Под ред. В. А. Каменецкого, А. А. Борзова и Н. Г. Ермонского; ГУГСК НКВД СССР. — Временное издание. — М.—Л.: Всесоюзный картографический трест (ВКТ), 1936. — 20 000 экз. (в пер.)
- Большой советский атлас мира. 1937 (соавтор).